# Geragogika
Geragogika (gr. gēras – starość i agagós – przewodnik; także: gerontologia edukacyjna, edukacja gerontologiczna, pedagogika starzenia się, pedagogika starości) – gerontologiczno-pedagogiczna dyscyplina naukowa zajmująca się procesami nauki ludzi starzejących się i starych.

## Historia

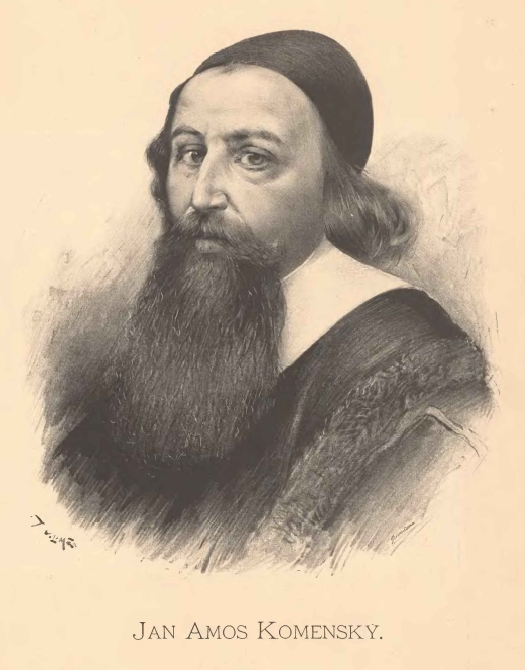
Jan Ámos Komenský – jeden z prekursorów geragogiki

Dyscyplina i nazwa została zapoczątkowana w 1956 w Niemczech Zachodnich przez pedagoga i gerontologa Hansa Mieskesa (wątki geragogiczne znajdowały się już w literaturze wcześniejszej, m.in. w dziele O szkołach czyli akademiach ksiąg dwoje Szymona Marycjusza (1551), czy w Pampaedii autorstwa Jana Ámosa Komenskiego – 1656). Określenia tego w znaczeniu wychowanie ludzi starzejących się i starych użył też w 1952 Ferdinand Adalbert Kehrer. W 1962, również Niemiec, Otto Friedrich Bollnow wprowadził pojęcie gerontogogiki, rozumianej jako dyscyplina badająca kształcenie i wychowywanie osób starszych. Mieskes zaliczył geragogikę do zarówno do nauk pedagogicznych, jak i (razem z m.in. andragogiką) do teorii wychowania. Według Adama Zycha geragogika jest częścią gerontologii społecznej, która obejmuje także gerontosocjologię i gerontopsychologię.
W anglosaskiej szkole gerontologicznej stosowane jest raczej pojęcie gerontologii edukacyjnej, którego to terminu po raz pierwszy użył w 1970 Howard Y. McClusky z Uniwersytetu Michigan. W 1976 w Waszyngtonie rozpoczęto wydawanie czasopisma Educational Gerontology. W 1985 w Wielkiej Brytanii utworzono Stowarzyszenie Gerontologii Edukacyjnej – była to odpowiedź na potrzeby starzejących się społeczeństw Zachodu.

## Charakterystyka i zadania

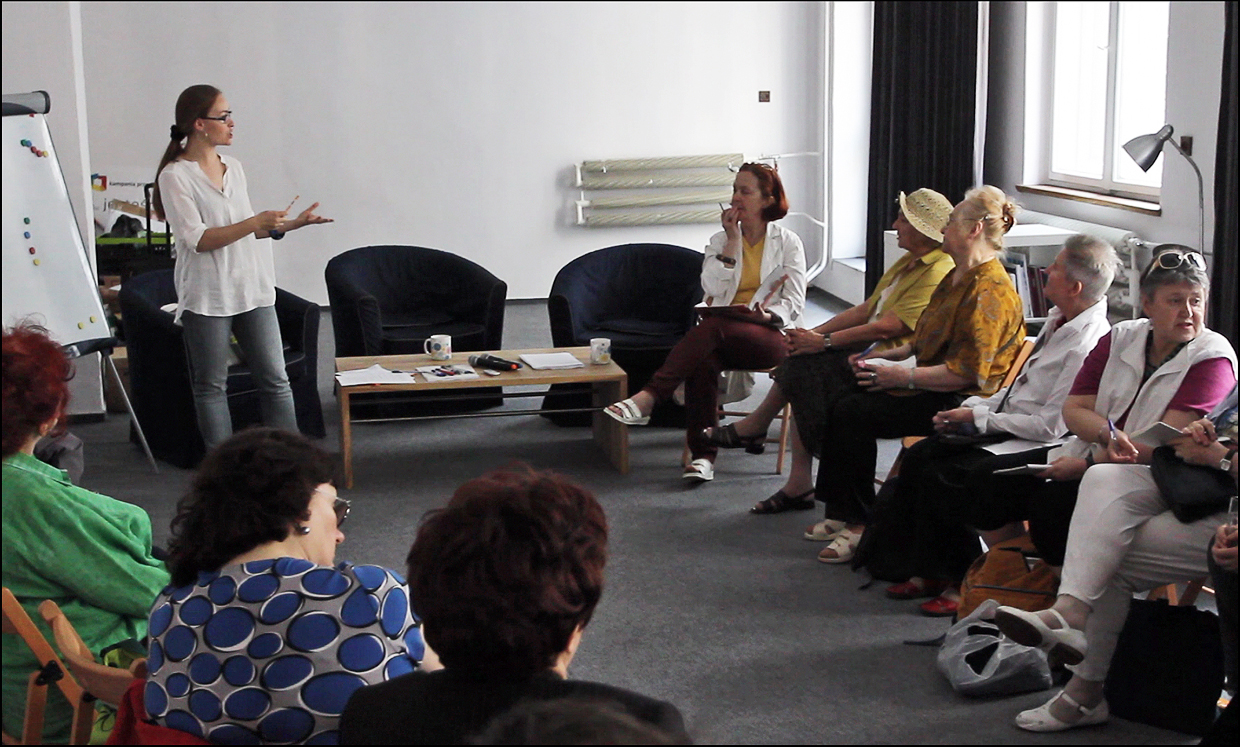
Kształcenie senioralne – jedno z podstawowych zadań geragogiki

Geragogika jest nauką zamykającą cykl kształcenia jednostki ludzkiej w jej układzie rozwojowym, co jest zbieżne z poglądem pedagogicznym, zakładającym, że wychowanie należy rozszerzać na wszystkie pokolenia – postulowali to, oprócz Komenskiego, także Ruth Benedict, Erich Fromm, Aleksander Kamiński, Abram Kardiner i Ralph Linton. David Battersby w artykule Od andragogiki do geragogiki (1990) wskazał jako przedmiot geragogiki wypadkową badań i teorii dotyczących ludzkiego rozwoju oraz nauczania i uczenia się ludzi starzejących się i starych. Joanna Leśniak (polska pedagog) ujęła geragogikę jako jeden z działów andragogiki.
Zadania geragogiki definiuje się jako: poznanie procesu starzenia się (także w kontekście fazy życiowej), diagnozę sytuacji osób starszych w różnych kręgach kulturowych i etnicznych, określenie podstawowych czynników warunkujących proces starzenia się człowieka, opracowanie metod i środków opieki, tworzenie optymalnych, humanistycznych warunków życia i możliwości korzystania z życia oraz waloryzację starości (podniesienie statusu starości w opinii społeczeństw). Adam Zych wskazuje, że geragogika winna wychować ludzi do porozumienia międzypokoleniowego i utrzymania kontaktów między pokoleniami, przygotować i przystosować ludzi do procesu starzenia się, zapewnić prewencję i profilaktykę pedagogiczną zapobiegającą patologiom i kryzysom starości, wytworzyć sieć konsultacyjno-doradczą dla seniorów (np. telefoniczne linie kryzysowe), socjalizować ludzi starych, uchronić ich od izolacji i osamotnienia, podejmować wyzwania terapeutyczne, rehabilitacyjne i reaktywizacyjne celem samorealizacji seniorów, inspirować refleksję nad sensowną starością, a także subtelnie przygotowywać ludzi do godzenia się z nieuchronnością śmierci, umierania, bólu i cierpienia.

## Nauczanie
W latach 80. XX wieku pedagogika niemiecka włączyła do oferty studiów kształcenie do zawodu geragoga. W Polsce Danuta Marzec w 1993 zaproponowała wprowadzenie na specjalności pedagogika opiekuńcza przedmiotu pod nazwą gerontopedagogika lub geragogika. W latach 90. XX wieku wątki badawcze dotyczące kształcenia gerontologicznego na poziomie akademickim podjęła natomiast Zofia Szarota.